# Mimosa andringitrensis
Mimosa andringitrensis är en ärtväxtart som beskrevs av René Viguier. Mimosa andringitrensis ingår i släktet mimosor, och familjen ärtväxter. Inga underarter finns listade i Catalogue of Life.